# شهرداری آزوردوی
شهرداری آزوردوی (به اسپانیایی: Azurduy) یک شهرداری در بولیوی است که در استان آزوردوی واقع شده‌است. شهرداری آزوردوی ۱۰٬۵۹۴ نفر جمعیت دارد و ۲٬۵۰۰ متر بالاتر از سطح دریا واقع شده‌است.